# Тафай, Мюкерем
Мюкерем Тафай (алб. Myqerem Tafaj; род. 14 ноября 1957) — албанский политик и университетский профессор, член Демократической партии Албании. Он занимал пост министра образования и науки в кабинете Сали Бериши, а также заместителя премьер-министра Албании с 4 апреля по 14 сентября 2013 года.

## Ранние годы и карьера
Мюкерем Тафай родился 14 ноября 1957 года в Булькизе, городе на юге Албании. В конце 1970-х он переехал в Тирану, где изучал сельское хозяйство в Сельскохозяйственном университете Тираны. В 1988 году в том же университете Тафай получил докторскую степень. В 1990 году, Тафай удостоился годовой стипендии от Немецкого фонда международного развития, которая дала ему возможность продолжить свои учёную деятельность в Германии. В период с 1992 по 1995 год Тафай защищал свою вторую докторскую диссертацию в Гогенгеймском университете.

## Политическая деятельность
Вернувшись в 1996 году в Албанию, Тафай занял должность директора по науке в Министерстве образования Албании. 12 марта 1997 года он был назначен министром образования во временном правительстве президента Сали Бериши. Тафай занял этот пост в разгар политических беспорядков в стране, которые имели катастрофические последствия для системы высшего образования Албании. Беспорядки и грабежи в кампусах Тиранского университета и Тиранского сельскохозяйственного университета нанесли ущерб, оценённый в миллионы долларов. С марта по май 1997 года высшие учебные заведения Албании были закрыты, а Университет Небраски в Линкольне приостановил свою программу в Тиране. Во время этой приостановки более 400 скваттеров поселились в общежитиях кампусов. Тафай занимал пост министра образования до июня, когда состоялись парламентские выборы. В 1999 году Тафай получил стипендию от Фонда Александра фон Гумбольдта, позволившую ему вернуться в Германию и работать там приглашённым профессором в Гогенгеймском университете. В 2005 году он снова вернулся в Албанию, чтобы работать профессором в Сельскохозяйственном университете Тираны и советником при Министерстве образования и науки. В 2009 году Тафай был назначен министром образования в кабинете премьер-министра Сали Бериши.